# Peter Hemschemeier
Peter Hemschemeier (* 27. September 2003) ist ein deutscher Basketballspieler.

## Werdegang
Hemschemeier, Sohn des ehemaligen Basketball-Bundesliga-Spielers Dirk Happe und Bruder von Fritz Hemschemeier, erregte als Nachwuchsspieler der Paderborn Baskets Aufsehen, als ihm in der Saison 2018/19 in der Jugend-Basketball-Bundesliga (JBBL) Mittelwerte von 43,5 Punkten, 9 Rebounds, 6 Ballgewinnen und 5,5 Korbvorlagen je Begegnung gelangen. Er wurde als bester JBBL-Spieler der Saison 18/19 ausgezeichnet.
Seine ersten Einsatzminuten in der 2. Bundesliga ProA erhielt er Ende Oktober 2020, als er von Paderborns Trainer Steven Esterkamp gegen Karlsruhe aufs Spielfeld geschickt wurde. In der Sommerpause 2022 wurde Hemschemeier vom Bundesligisten BG Göttingen verpflichtet. Er bestritt insgesamt 20 Bundesliga-Spiele für Göttingen, blieb jedoch Ergänzungsspieler.
Zweitligist Eisbären Bremerhaven nahm Hemschemeier im Juni 2024 unter Vertrag, um dort wieder mit Steven Esterkamp zusammenzuarbeiten. Für die Eisbären erzielte er während des Spieljahres 2024/25 in 32 Ligaeinsätzen im Durchschnitt 9,3 Punkte. 2025 wechselte Hemschemeier in die Vereinigten Staaten an die Southeastern Louisiana University.